# عملية الكتابة

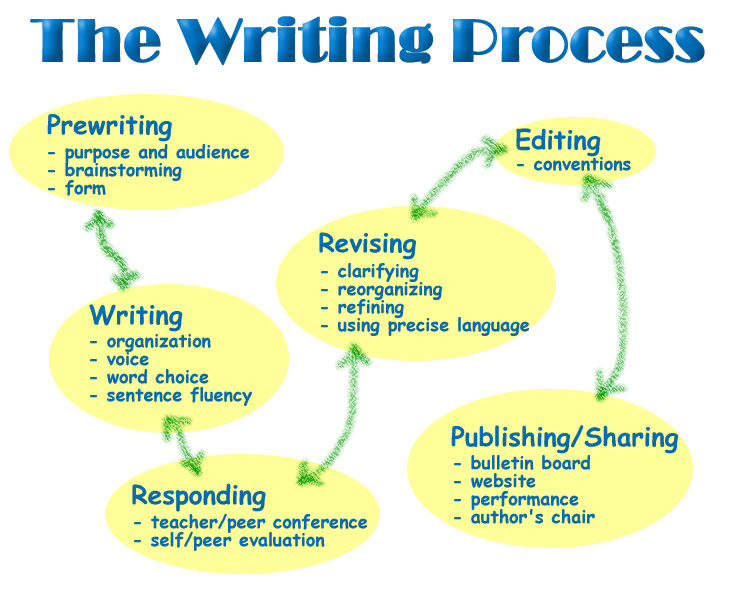

عملية الكتابة هي سلسلة من الإجراءات التي يتخذها الكتاب في إطار إنتاج نص يلبي أهدافهم وتوقعات قراءهم (إن وجد). فهو مصطلح رئيسي  في تعليم الكتابة.

## لمحة عامة
في عام 1972، نشر دونالد م. موراي بيانًا موجزًا بعنوان "تدريس الكتابة كعملية لا كمنتج"، حيث قال فيه إن التدريب التقليدي لمعلمي اللغة الإنجليزية في النقد الأدبي جعلهم يصلوا بعمل الطلاب إلى مستويات من الكتابة المكتملة والمصقولة بشكل كبير ولكنها في نفس الوقت غير مجدية  وأوضح أن المعلمين يجب أن يركزوا بدرجة أقل على تصحيح المنتجات المكتوبة للطلاب وأن يركزوا أكثر على إشراك الطلاب في عملية "الاكتشاف من خلال اللغة"، والذي يؤمن به موراي لـ "معظم الكتاب في معظم الوقت" يتضمن عملية مثل: مرحلة "ما قبل الكتابة" ومرحلة الكتابة وومرحلة إعادة الكتابة". على الرغم من أن موراي لم يكن بمفرده في الدعوة إلى التعليم القائم على العملية، فإن هذا البيان يعتبر بمثابة علامة بارزة في توضيح الفروق بين العملية وتوجهات المنتج في تدريس الكتابة. خلال عقد من الزمان، كان على ماكسين هيرستون أن يلاحظ أن تدريس الكتابة قد خضع لـ"نقلة نوعية" في الانتقال من التركيز على المنتجات المكتوبة إلى عمليات التنقيح.
عادةً ما يتم تقسيم عملية الكتابة إلى مرحلة ما قبل الكتابة ومرحلة الكتابة ومرحلة التحرير.
تم تعريف مرحلة ما قبل الكتابة من قبل الباحث د. غوردون روهمان في مشروع تجريبي له في اللغة الإنجليزية على أنها «نوع من التفكير يسبق مرحلة الكتابة» و«نشاط العقل الذي يجلب ويطور الأفكار والخطط والتصاميم». ووفقًا لروهمان، تبدأ الكتابة «عند النقطة التي تكون فيها فكرة الكتابة جاهزة لكل من الكلمات والصفحة».
تشير الكثير من الأبحاث المعاصرة حول عمليات الكتابة إلى أنه من غير الدقيق وصف هذه "المراحل" بأنها خطوات ثابتة في عملية خطية. في حين القبول على نحو مسلم به بأن هناك نوع من العملية تشارك بالضرورة في إنتاج أي نص مكتوب، والدراسات المعاصرة تؤيد "الفكرة الأساسية التي مفادها أنه لا توجد أو من الممكن أن توجد عملية كتابة قابلة للتدوين أو قابلة للتعميم."  في وجهة النظر هذه، "عمليات الكتابة ديناميكية تاريخياً - وليست حالات نفسية أو إجراءات معرفية روتينية أو علاقات اجتماعية محايدة. بدلاً من ذلك، فهي أجزاء متداخلة من كُلِّي معقد أو أجزاء من عملية تكرارية تتكرر عدة مرات خلال عملية الكتابة. على سبيل المثال، يكتشف الكُتَّاب بشكل روتيني أن التغييرات التحريرية تؤدي إلى استثارة الأفكار وتغيير للغرض؛ كما يتم وقف الكتابة مؤقتًا لتصحيح الخطأ الإملائي؛ أو أن الخطوط الفاصلة بين مرحلة ما قبل الكتابة والكتابة ليست واضحة بالشكل المطلوب.

## نهج لمعالجة
قد تم وصف عملية الكتابة من قبل علماء الكتابة بعدة طرق مع الانتباه إلى العناصر «الإنمائية والتعبيرية والاجتماعية».

### نظرية العملية المعرفية للكتابة (نموذج فلاور - هايز)

#### نظرة عامة على النموذج المعرفي
قامت كل من ليندا فلاور وجون هايز بتوسيع الموقف الخطابي لبيتزر ليصبح سلسلة من المشكلات الخطابية، أي عندما يتعين على الكاتب تمثيل الموقف كمشكلة يتعين حلها، مثل دعوة جمهور معين إلى نهج مبسط جدًا مثل البحث عن موضوع وإكمال الكتابة في صفحتين في صف يوم الإثنين. 
في مقالهم «معرفة الاكتشاف» عزمت كل من فلاور وهايز على اكتشاف الاختلافات بين الكُتَّاب الجيدين والسيئين. وقد توصلا إلى ثلاثة نتائج من الدراسة التي قاما بإجرائها، والتي تشير إلى أن الكتاب الجيدين يعتمدوا الخصائص الثلاثة التالية عند حل مشاكلهم الخطابية:
1. يستجيب الكتاب الجيدون لكل المشكلات الخطابية
2. يبني الكتاب الجيدون تمثيلهم للمشاكل من خلال إنشاء شبكة غنية بشكل خاص من الأهداف للتأثير على القارئ؛ و
3. الكتاب الجيدون يمثلون المشكلة ليس فقط في اتساع أكبر، ولكن في العمق. [10]

تقترح فلاور وهايز أن معلمي الكتابة بحاجة إلى التفكير في التوضيح للطلاب "كيفية استكشاف وتحديد مشكلاتهم الخاصة، حتى في إطار قيود مُهِمة ما".  ". فهم يعتقدون أن "الكُتاب يكتشفون ما يريدون القيام به من خلال استكشاف المشكلة التي أماهم برمتها بإصرار وحيوية وبناء صورة فريدة لأنفسهم للمشكلة التي يريدون حلها ".

#### نقد النموذج المعرفي
تقول باتريشيا بيزيل إنه على الرغم من أن المعلمين قد يكون لديهم فهم «كيف» تحدث عملية الكتابة، يجب على المعلمين ألا يفترضوا أن هذه المعرفة يمكن أن تجيب على السؤال «لماذا يتخذ الكاتب خيارات معينة في مواقف معينة»، لأن الكتابة تقع دائما داخل إطار الخطاب. وتناقش باتريشيا كيف يعتمد نموذج فلاور وهايز يعتمد على ما يسمى عملية «ترجمة الأفكار إلى لغة مرئية». تحدث هذه العملية عندما «يعامل الطلاب اللغة الإنجليزية المكتوبة كمجموعة من الحاويات التي نصب فيها المعنى». وتزعم باتريشيا بيزيل أن هذه العملية (ترجمة الأفكار) «لا تزال الصندوق الأكثر فراغًا» في نموذج العملية المعرفية، حيث أنها تلغي السياق الأصلي للنص المكتوب، مما يلغي النص الأصلي. وهي تجادل بالقول: «أن الكتابة لا تسهم كثيرًا في التفكير بقدر ما توفر فرصة للتفكير».

### النموذج الاجتماعي لعملية الكتابة
"الهدف من التعلم التعاوني يساعد الطلاب على العثور على مزيد من التحكم في وضعهم التعليمي. 
وحتى القواعد اللغوية لها منعطف اجتماعي في عملية الكتابة: «من الممكن أن يؤخذ في الاعتبار بشكل تام الازدراء الذي قد تثيره بعض أخطاء الاستخدام، لذلك سيتعين علينا أن نفهم بشكل أفضل مما نفعل الآن العلاقة بين اللغة والنظام، وتلك القوى النفسية العميقة التي يبدو أن الانتهاكات اللغوية المفترضة قد تثيرها باستثناء الأشخاص الودودين».  لذلك لا يستطيع المرء ببساطة أن يقول أن هذا الشيء صحيح أو خطأ. فهناك اختلاف في الدرجات يُعزى إلى القوى الاجتماعية. 

### نظرية العملية التعبيرية للكتابة
وفقًا للنظرية التعبيرية، تتركز عملية الكتابة على تحول الكاتب. هذا يشمل تغير الكاتب بمعنى أن الصوت والهوية ثابتتان ولكن الكاتب لديه شعور بذاته أو بذاتها. وأصبحت هذه النظرية شائعة في أواخر الستينيات وأوائل السبعينيات. وفقًا لمقال ريتشارد فولكيرسون «الفلسفات الأربعة للكتابة»، فإن تركيز النظرية التعبيرية فيما يخص الكتاب هو أن يكون لهم «... صوت مثير للاهتمام وموثوق وصادق وشخصي». علاوة على ذلك، ينظر مؤيدو العملية التعبيرية إلى هذه النظرية كوسيلة للطلاب ليصبحوا راسخين وصحيين تمامًا من الناحية العاطفية والعقلية. وغالبًا ما يركز أولئك الذين يقومون بالتدريس وفقًا لهذه العملية على التدوين وغيرها من الأنشطة في الفصول الدراسية للتركيز على اكتشاف الطلاب لذاتهم وفي بعض الأحيان الكتابة منخفضة الأخطاء. من الشخصيات البارزة في هذا المجال جون ديكسون وكين ماكوري ولو كيلي ودونالد ستيوارت وبيتر إلبو.

## مقالات ذات صلة
- بوردو الكتابة على الانترنت مختبر
- نصائح للكتابة على قوة الأحمال مع بضع كلمات
- موارد للكتاب ، من مركز MIT للكتابة والاتصال عبر الإنترنت
- مراجعة (كتابة)